# Dansk Støberimuseum
Støberimuseet er et specialmuseum for industrihistorie, jernstøberi og støbegods beliggende i Nykøbing Mors. Museet indeholder blandt andet en samling af kakkelovne, komfurer og andet støbegods, som illustrerer designets udvikling. Museet viser Morsø Jernstøberis 163 årige historie, og er beliggende i det gamle jernstøberi i Nykøbing Mors. Museet har udstilling af de værktøjer, der blev brugt i produktion, støberiets produkter og billedmateriale, der illustrerer historien. Herudover illustrerer museets udstillinger arbejdsforholdene i det gamle jernstøberi. Samlingen er den største af sin art i Danmark.[kilde mangler]
Museet drives af Museum Mors.